# Базалай
 Базалай  — живущий на Кавказе и в России род кумыкских ремесленников, берущих своё начало из с. Верхнее Казанище

## Биография
Базалай — известный на Кавказе род кумыкских булатников. Сохранив секреты ковки булатной стали, выплавлявшейся ещё в V—X веках. Из этой стали ковались клинки снискавшие славу не только на Кавказе и в России но и во всем мире. В XIX веке наиболее известными были Базалай старший (Уллу Базалай), его брат Али, сын Али — Магомед, сын Магомеда — Мустафа. Все эти мастера на свои изделия ставили клеймо «Базалай», по имени первооткрывателя и основателя династии Базалая старшего.
М. О. Косвин в своем труде «Народы Кавказа» писал : 

"В прошлом почти в каждом кумыкском селении были свои искусные мастера - ремесленники , многие из которых прославились своими изделиями на весь Кавказ . Имя мастера Базалая из сел . Верхнее Казанище , жившего в Тарки"
 Русский писатель и литературный критик в начале XIX века А. Бестужев-Марлинский писал: 

Базалай — знаменитый кумыкский оружейный мастер, создатель отличавшихся особой прочностью кинжальных клинков.
И. И. Берёзин писал в 1850 году: «Лучшим мастером кинжальных клинков считался покойный Базалай-отец, на место его заступил Базалай-сын, но работа его далеко уступает отцовским произведениям в крепости и в чистоте отделки». По словам известного кавказоведа и участника многих кавказских походов российской армии В.Потто, на Кавказе лучшими произведениями считались шашка «гурда» и кинжалы старого Базалая: 

" ... Первый , не раздумывая долго , поѣхалъ въ Казанище и заказалъ Базалаю кинжалъ , который могъ рубить гранитныя скалы ... ".

1894  Со слов краеведов известно, что за кинжалами Базалая-отца в Верхнее Казанище приезжали из Грузии, России, Турции, Ирана. Их работы экспонировались в 1851 году на Лондонской выставке, там экспонировались четыре клинка стоимостью в 20, 24 и 33,5 руб. В роду Базалая были мастера и по изготовлению огнестрельного оружия. Род этот пресёкся в 30-е годы XX века, став объектом преследований и репрессий со стороны советской власти. Вместе с ними и ушли в небытие секреты выплавки булатной стали. В государственном историческом музее в Петербурге экспонируются несколько кинжальных клинков «базалай».. В легендах булатный клинок мастера Базалая-отца мог легко разрубать кольчугу, панцирь или клинок противника, не повреждая при этом сам клинок, поэтому ценился выше других (например амузгинских). Секреты процесса изготовления базалаевского булата утеряны поскольку потомки мастера унесли их с собой в могилу. При жизни мастера многие подделывали его кинжалы и выдавали другие образцы кинжалов за его, базалаевские..

## Предания и легенды
- «Говорят, что Базалай закалял свои клинки не в воде, а с помощью потока воздуха. Для этого он содержал специальных быстроногих скакунов, к моменту закалки клинка на скакуне уже наготове сидел всадник, он брал в руку клинок и, держа его над головой, во всю мочь пускал коня вскачь, таким образом посредством встречного воздуха, ветра закаляя клинок. Затем клинок снова обрабатывался на огне, снова он закаливался тем же способом и эта операция повторялась несколько раз. После каждой такой процедуры на клинке образовывались тончайшие и очень прочные слои металла, которые и придавали ему необычную твердость и безупречную остроту».[12]
- "Передают, что однажды, во время изготовления своего очередного кинжала, ученик Базалая, подошел и хотел проверить пальцем температуру материала, из которого он выполнял клинки, заметив это, Базалай чуть было не отрубил тому палец, из-за проявленного любопытства. Он тщательно скрывал от посторонних старинную технологию изготовления своих изделий. Базалай остался в истории Кавказа, как выдающийся и непревзойдённый мастер своего дела!

## Память
- Выдающийся дагестанский поэт, прозаик и публицист Гамзатов, Расул Гамзатович посвятил известному булатнику сказание «Базалай»[13].

## Примечание
1. 1 2  The rifle and armor of Kumyk Shamkhal of Tarki 10th oentury, Metropolitan Museum of Art, New-York
2. 1 2 3  Марк Осипович Косвен. Народы Кавказа. Том 1. 1960. С.426
3. 1 2  «Летопись жизни и творчества Михаила Юрьевича Лермонтов»., Владимир Захаров., Стр. 767. 
Цитата : «...Кинжал — старый Базалай... Так назывались отличавшиеся особой прочностью клинки, изготовленные кумыкским мастером Базалаем».
4. 1 2  A. БЕСТУЖЕВ -МАРЛИНСКИЙ 
КАВКАЗСКИЕ  ПОВЕСТИ. СПб, 1995. С. 648. 

Настоящий Базалай... — Базалай — знаменитый кумыкский оружейный мастер, созда тель отличавшихся особой прочностью кинжальных клинков.
5. ↑  Л. В. Беловинский. Российский историко-бытовой словарь. — Москва: Студия «Tritė» Никиты Михалкова, 1999. — С. 24-25.

«Базалай, славившиеся на Кавказе кинжалы с клинками высокого качества, изготовленные кумыцким мастером Базалаем. Секрет изготовления Б. не раскрыт».
6. 1 2  Александр Бек. РОМАН «Волоколамское шоссе». — Москва: Военное издательство, 1985. — С. 642.

"кинжал — старый базалай...— Кумыкский мастер Базалай изготовлял клинки, отличавшиеся удивительной прочностью; эти клинки так и назывались «базалай»".
7. 1 2  Рогожникова Р.П. Редкие слова в произведениях авторов XIX века : Словарь-справочник. — Москва: «Русские словари», 1997. — С. 37-38.

«... По имени кумыкского мастера Базалая, изготовлявиего клинки. отличавшиеся особой прочностью.»
8. ↑  >A. БЕСТУЖЕВ -МАРЛИНСКИЙ  КАВКАЗСКИЕ  ПОВЕСТИ. СПб, 1995. С. 648.
9. ↑  Василий Потто. Исторія 44-го Драгунскаго Нижегородскаго Его Императорскаго Величества. Том 5. Стр. 19.
10. ↑  Арсланбеков Х. К. О разгадке тайны булатной стали в Дагестане. Журнал Советский Дагестан, № 4, 1976, с. 71.
11. ↑  Кумыкский мир | Непревзойдённые булатники Кумыкии. Дата обращения: 11 февраля 2013. Архивировано 13 февраля 2013 года.
12. ↑  Кумыкский мир | Кинжалы Базалая. Дата обращения: 11 января 2013. Архивировано 28 января 2013 года.
13. ↑  [rasulgamzatov.ru›skazaniya/content/81-bazalaj.html]

.